# Turdus sanchezorum
Turdus sanchezorum là một loài chim trong họ Turdidae.